# Tranzscheliella williamsii
Tranzscheliella williamsii är en svampart som först beskrevs av Griffiths, och fick sitt nu gällande namn av Dingley & Versluys 1977. Tranzscheliella williamsii ingår i släktet Tranzscheliella och familjen Ustilaginaceae.   Inga underarter finns listade i Catalogue of Life.